# متحف بيرغامون
متحف برغامون (بالألمانية: Pergamonmuseum) أحد أهم المتاحف العامة في جمهورية ألمانيا الإتحادية. يضم آثار تاريخية، وفنون، من عدّة حضارات يعود أقدمها إلى ما يقرب من أربعة آلاف سنة قبل الميلاد. ويقع متحف برغامون في جزيرة المتاحف على ضفاف نهر شبريه في قلب العاصمة برلين. ويتكون المبنى من طابقين بالإضافة إلى طابق تسوية تحت الأرض بمساحة جزئية، مؤلف من ثلاثة أجنحة رئيسية، مجموعة الآثار الكلاسيكية التي تشغل الصالات المعمارية وجناح النحت، ومتحف الشرق الأدنى القديم، ومتحف الفن الإسلامي، مرتبة حول فناء يحتوي على منتدى يلتقي فيه جميع الزوار. إضافة لذلك يقدم المتحف برنامجاً متجدداً لإقامة معارض خاصة بصفة مؤقتة، تهدف إلى تقديم ثقافات وحضارات متعددة بمواضيع متنوعة. وقد شُيد المبنى في الفترة ما بين عَامّي (1910-1930) على الطراز الكلاسيكي الحديث، ولتفرد مبنى المتحف المعماري، ومايحتوي من تحف وآثار، قررت لجنة التراث العالمي التابعة لمنظمة الأمم المتحدة للتربية والعلم والثقافة، اليونسكو، إدراج المتحف ضمن قائمة مواقع التراث العالمي عام 1999 للحفاظ عليه للأجيال القادمة جنباً إلى جنب مع متاحف الجزيرة. وفي عام 2012 بدأ مشروع ترميم يهدف إلى دمج المتحف بشكل وثيق مع المتاحف الأخرى على جزيرة المتحف ويشمل المشروع أيضاً بناء الجناح الرابع الذي سيضم متحف الهندسة المعمارية الأثرية من الحضارة المصرية. ومن المتوقع أن يكتمل المشروع قبل عام 2025. وتتولى إدارة المتحف مؤسسة التراث الثقافي الپروسي إحدى أكبر مؤسسات العالم الثقافية في مجال حفظ الكنوز الأثرية والأعمال الفنية.

## تاريخ إنشاء المتحف

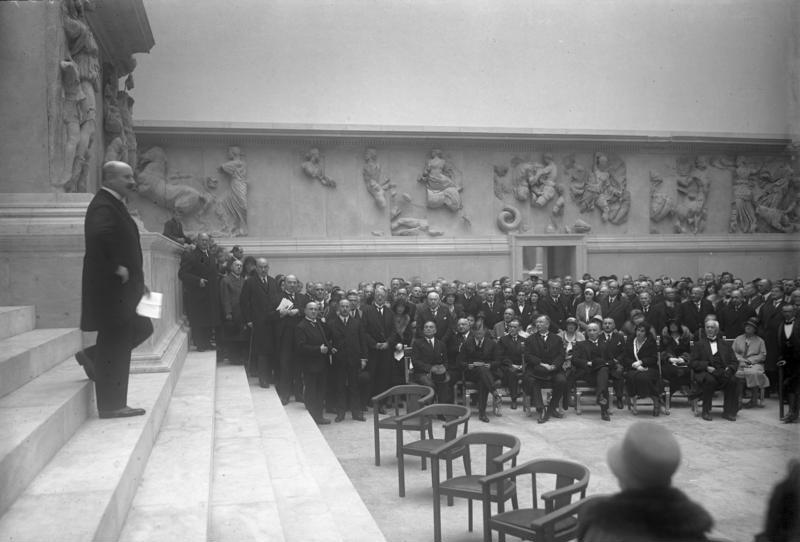
سبتمبر 1930 ڤيتزولدت يلقي كلمة في حفل الإفتتاح

شُيد مبنى المتحف في المقام الأول في وقت سابق في الفترة ما بين عَامّي (1897-1899) من تصميم المهندس الألماني فريتز وولف (1847-1921). واُفتُتِح في شهر ديسمبر/ كانون الأول من العام 1901 من قبل القيصر فريدريش ڤيلهلم الثاني (1859-1941). كانت الحفريات الأثرية، وعمليات التنقيب لا تزال جارية في بابل، وأوروك، وآشور، وميليتوس، وأماكن أخرى من العالم، ولعرض المكتشفات الحديثة بمساحات مُناسبة، قدم المؤرخ الألماني ڤيلهلم فون بوده (1929-1845) قَيّم المتحف الملكِيّ آنذاك، مقترحاً لمبنى جديد للمتحف في نفس المكان الحالي. وبجانب هذا المقترح قدم المهندس الألماني ألفريد ميسيل الرسومات الهندسية وخطط البناء في عام 1906، إلا أنّ ميسيل (1853-1909) رحل باكراً، ولم تتسنى له فرصة تنفيذ المشروع. وشُيد مبنى المتحف مع تعديلات طفيفة، في الفترة ما بين عَامّي (1907-1930) تحت إشراف صديق ميسيل المُقرّب، المُهندس الألماني لودفيغ هوفمان (1852-1932).

## أقسام المتحف

### مجموعة الآثار الكلاسيكية
من الفترة الطويلة من التاريخ الثقافي، الذي يضم تداخل حضارتي اليونان القديمة وروما القديمة، وهو ما يعرف باسم العصر الكلاسيكي القديم، فترة من التاريخ كانت فيها الثقافة اليونانية تزخر بالكثير من مظاهر الحضارة. تروى قصصاً يزيد عمرها عن 2100 عام من خلال الهندسة المعمارية والمنحوتات والمزهريات، والنقوش والفسيفساء، وكذلك البرونزيات والمجوهرات، وأكروبول پرغامه التاريخي من منطقة أيولِس، والمكون من آلاف القطع المرصُوفة إلى جانب بعضها البعض، يروي حكاية مملكتة، عبر مجموعة من المشاهد المتتالية، يصور فيها أحداث تلك الفترة الزمنية.

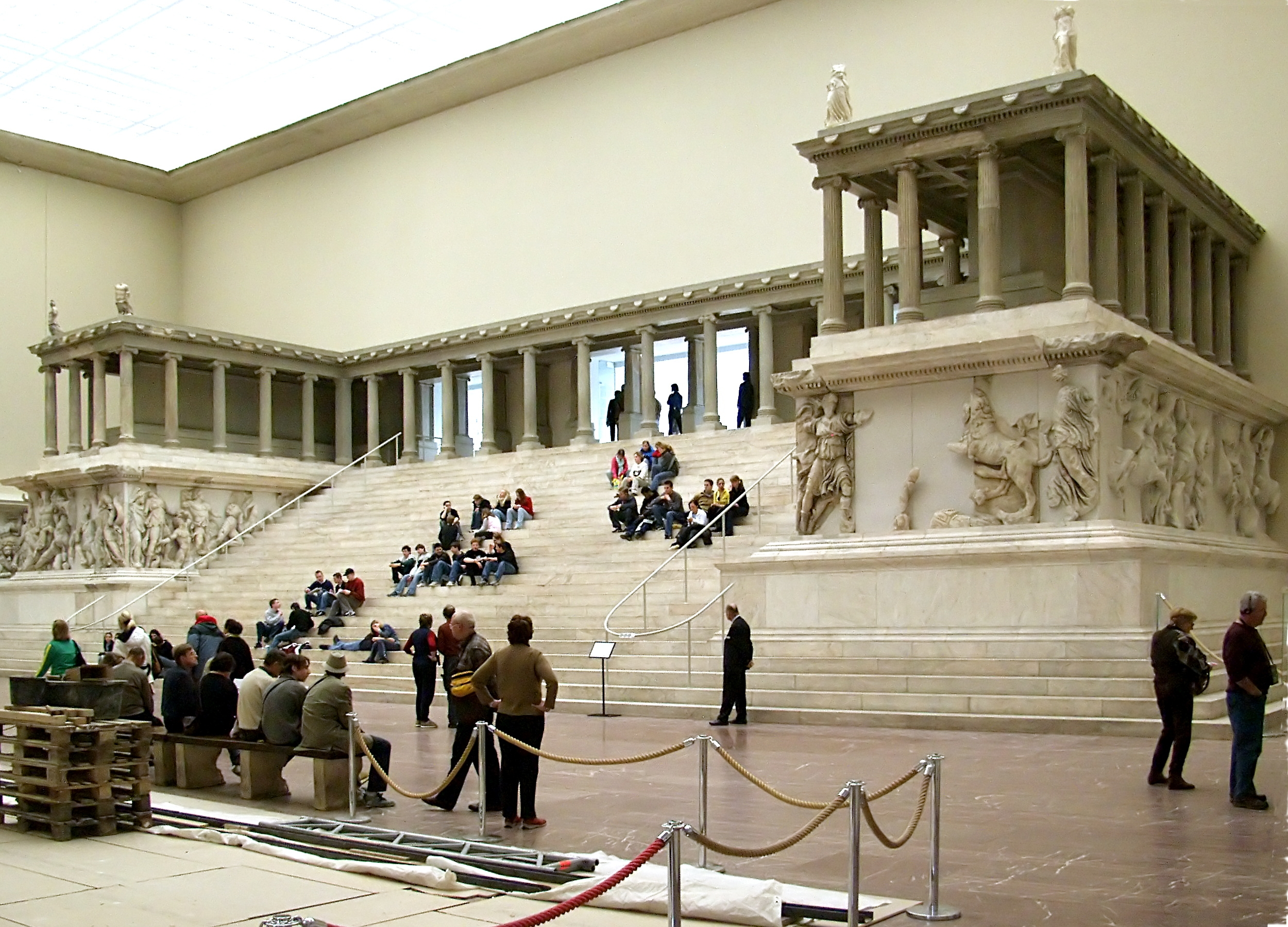
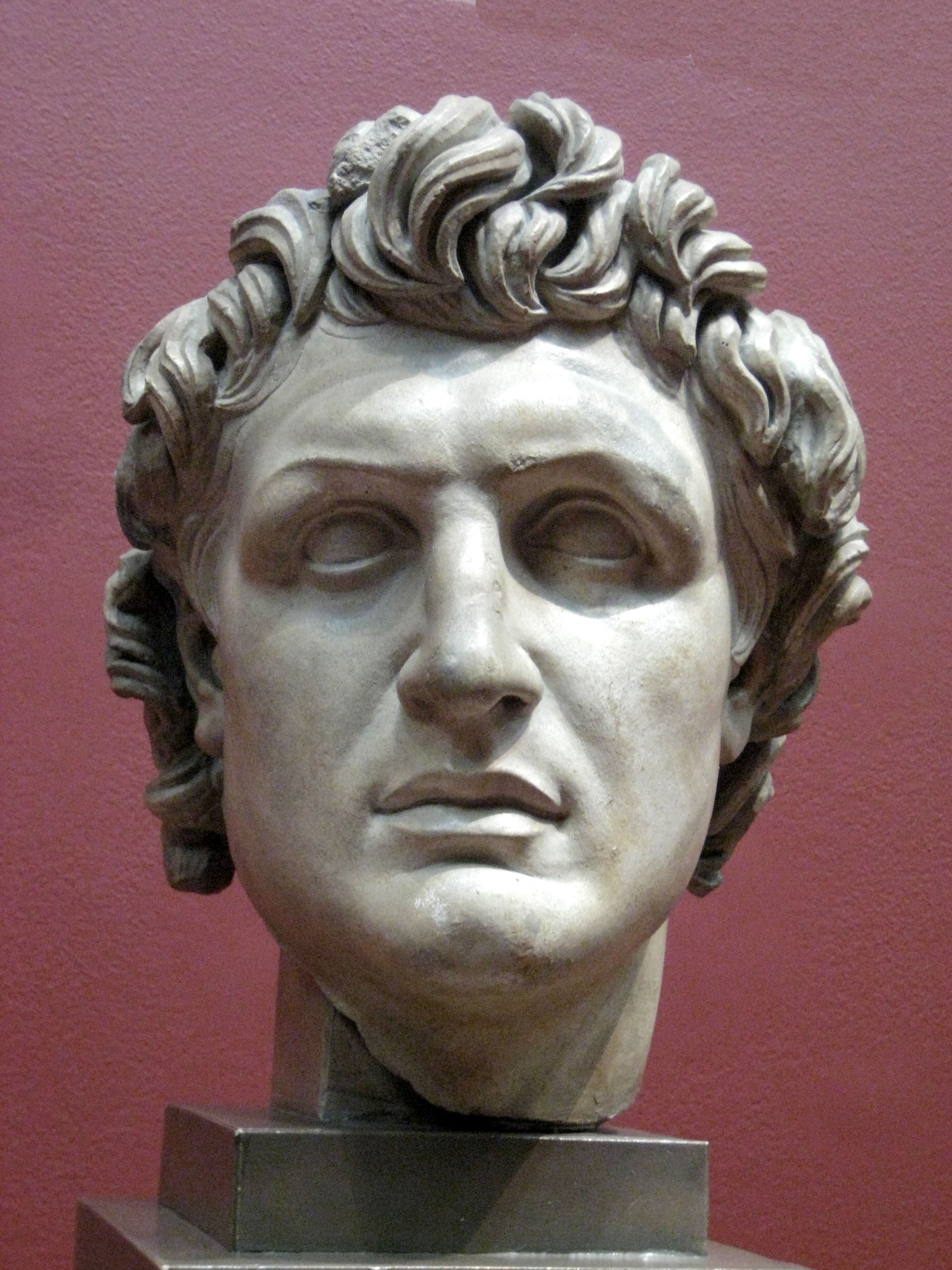
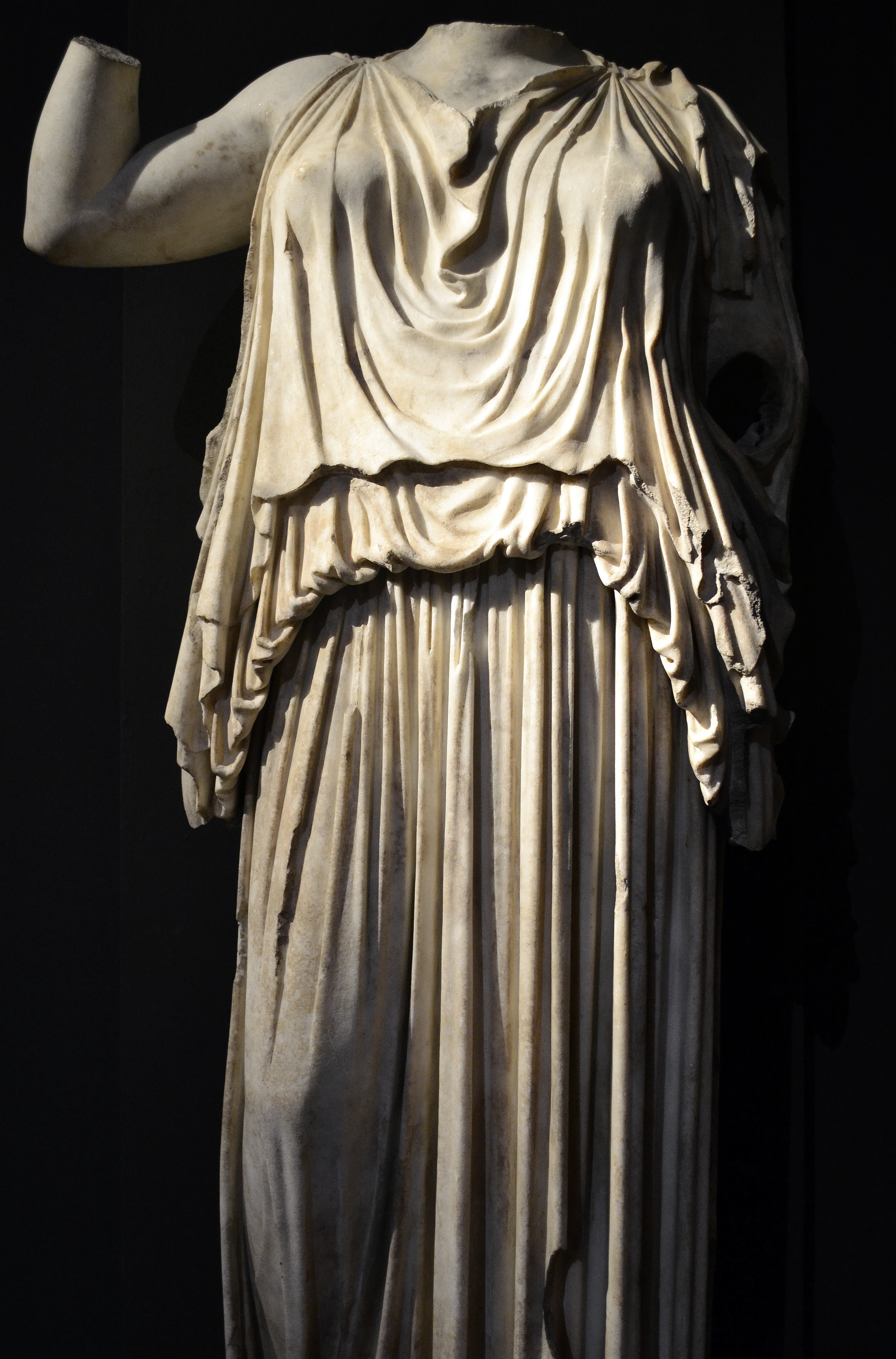

### الشرق الأدنى القديم
ومن خلال بوابة عشتار العريقة، وعبر طريق الموكب الذي يعد الطريق الرئيسي لمدينة بابل التاريخية، بالإضافة إلى الرسومات والكتابات المسمارية فوق ألواح الطين والحجر والشمع والمعادن، دًون بها الشؤون الحياتية العامة والآداب والأساطير والشؤون الدينية والعبادات. ومجموًعة فريدة من الخزفيات والفخاريات والعديد من الكنوز والتحف من الحضارة والفن والثقافة، من ملامحها ومعايشها وأخيلتها وغيرها، والتي تعود أقدمها إلى حوالى 6000 عام من العصر الحجري الحديث، والتي تنوعت بين الحضارات التي نشأت في تلك المنطقة، وتعتبر من أهم الآثار الشرقية في العالم.

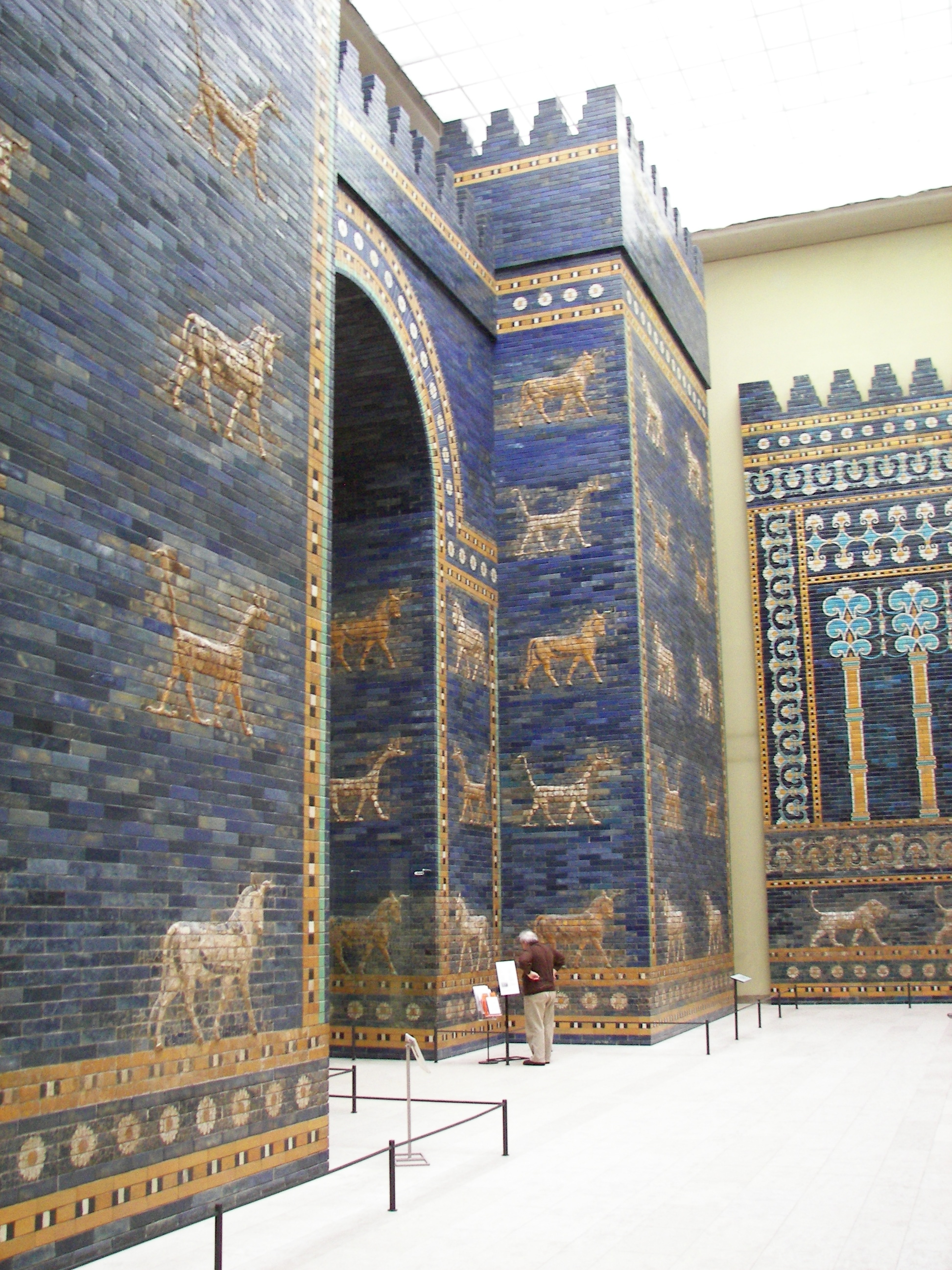
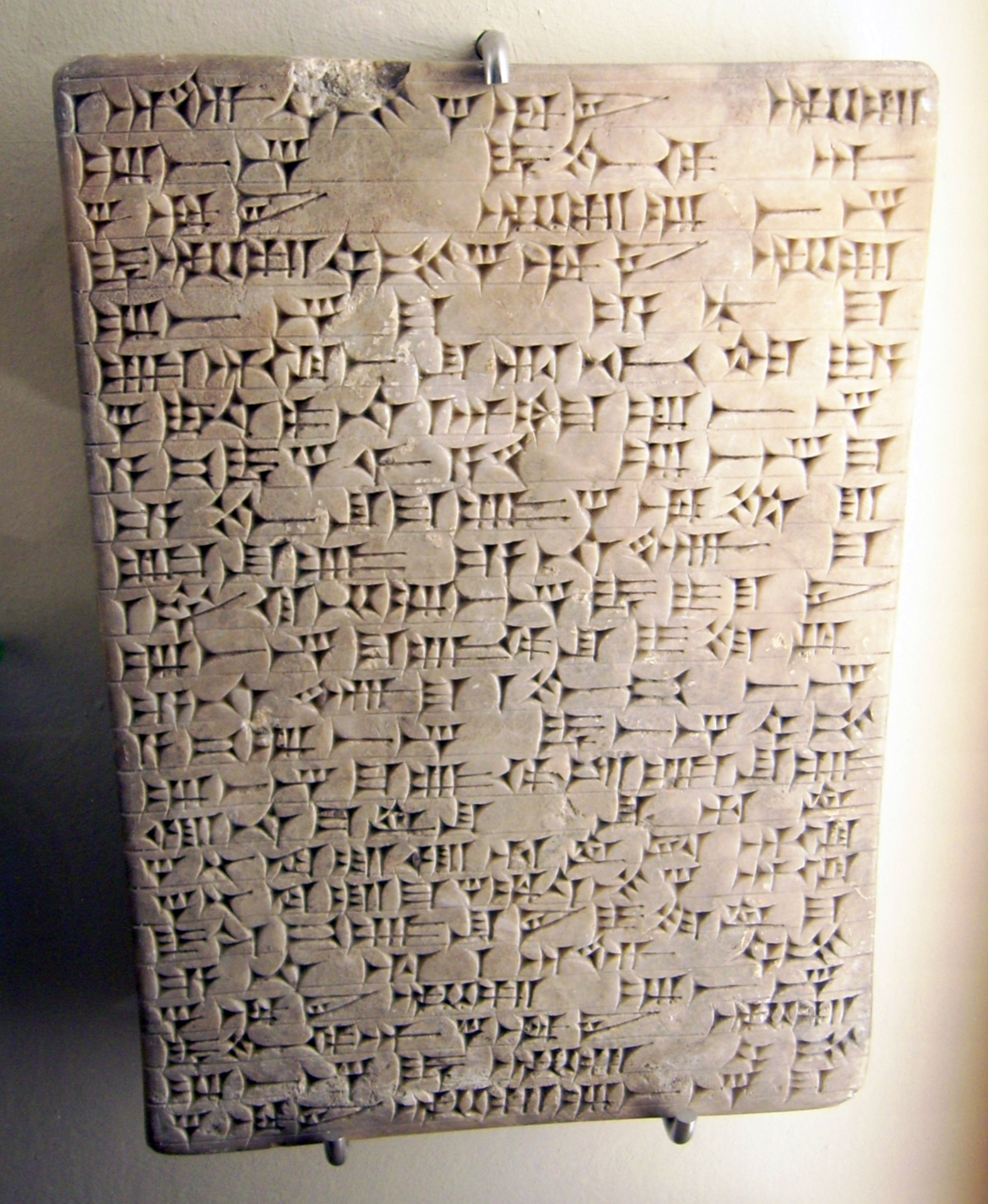
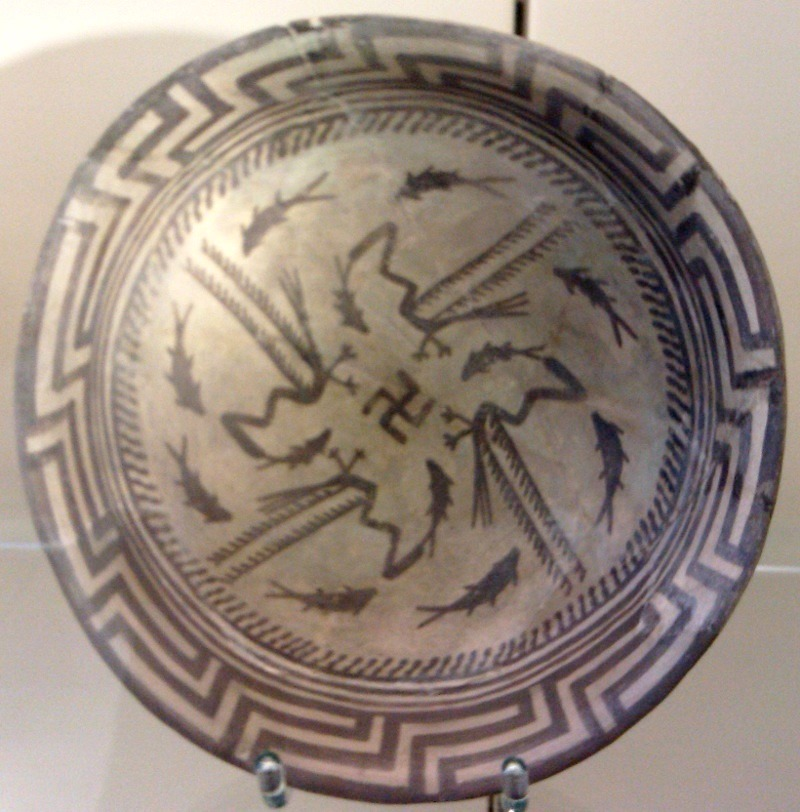
صحن سامراء 4000 سنة قبل الميلاد

### الفن الإسلامي
يُعدُّ أقدم مُتحف مُخصّص للفن الإِسلامِيّ، وأَكبرُها مِساحةٍ فِي أُورُوبَّا وأَمْرِيكا. يضُمُّ 93.000 تُحفةٌ وأَثَّر لِلْفنّ الإِسلامِيّ، تمثل طيّفً من مناطِق العالم الإِسلامِيّ على مرّ العصور من القرن الثَّامن إلى القرن التَّاسع عشر. وعبِّر رحلةِ الْحِرفِ العُربِيِّ فِي صُورة جمِيلةٍ ومُؤثّرة، مِن خلال اللُّغةِ الإبداعية الَّتِي صاغها الْفنَّان مُعبِّرا عن أفكاره وأحاسيسه، اِتّسم بِبلاغةٍ أَنَّة من ملامح الفنِّ في الشُّرق، وكذلك الزَّخَارِف الَّتِي توصفً بِأَنّها لغة الفَنّ الإِسلامِيّ. بِالإضافة إِلى الْحِرفُ الْيدوِيَّة، من تحف زجاجية، وسجّاد شرقي، ومنحُوتاتُ عاجِيَّةُ، ومُجوهرات، ومخطُوطات نَّادِرة، الَّتِي تتَّصِفُ بِالْجِمال.

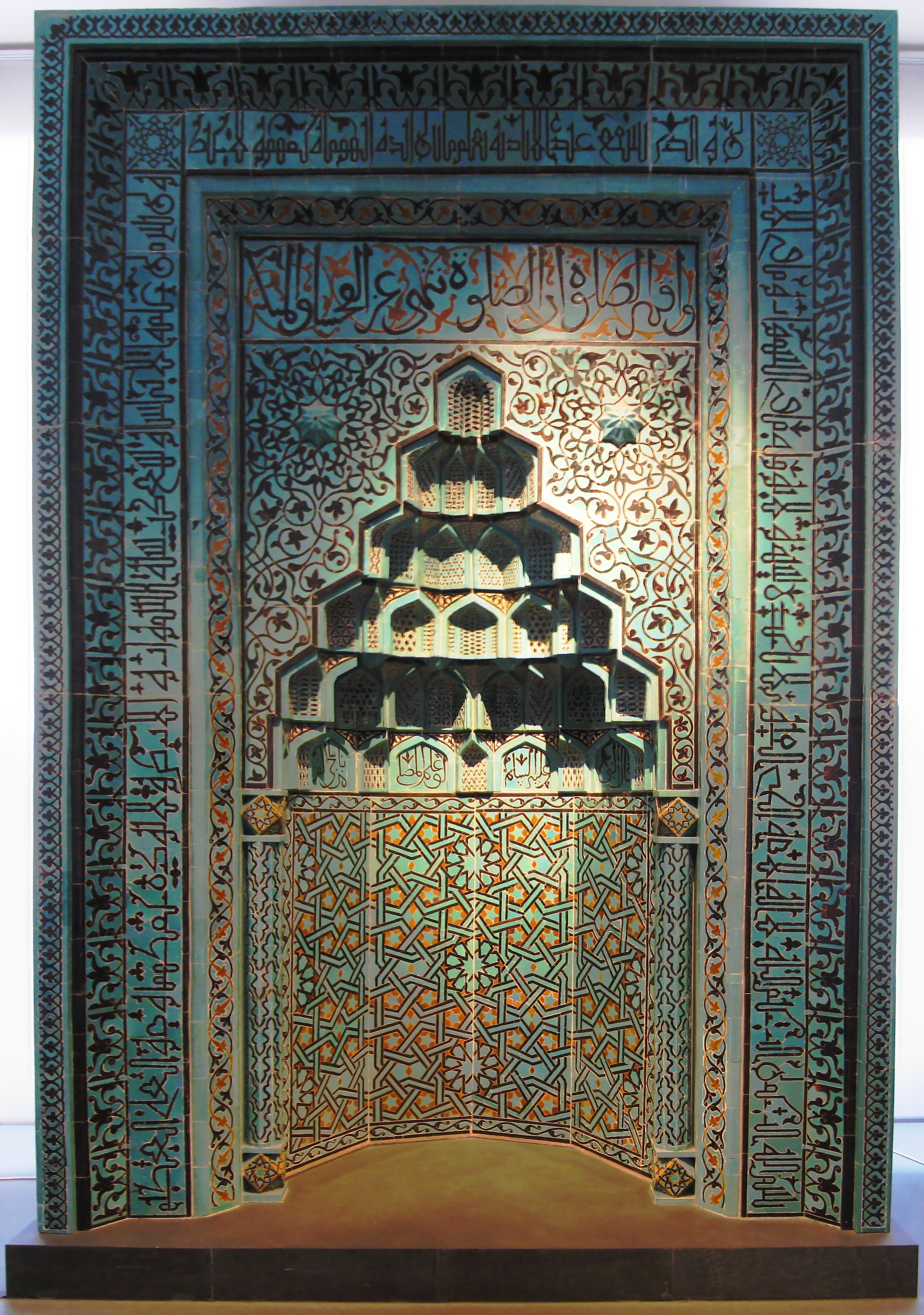

## وصلات خارجية
- "متحف برغامون" (جولة افتراضية تفاعلية).
- "متحف برغامون" (مجسم ثلاثي الأبعاد للمبنى).
- "متحف برغامون" الصفحة الرسمية (باللغة الألمانية، والإنجليزية).
- "متحف بيرجامون" صفحة السياحة الرسمية في برلين (باللغة العربية).
- "متاحف برلين.. كنوز أثرية وفنية وتقنية" صفحة ألمانيا (باللغة الألمانية).

## مراجع

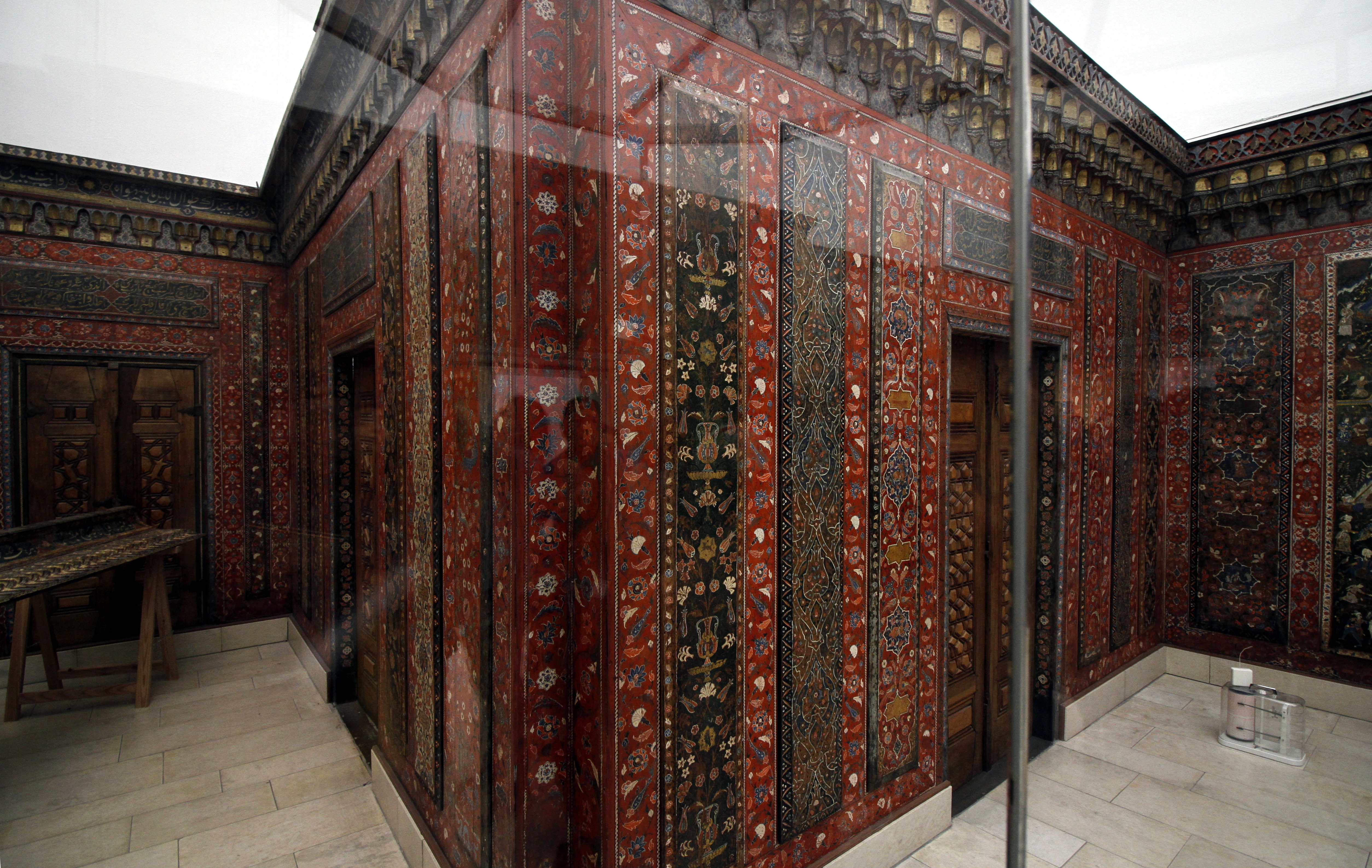
غرفة حلب

## صور

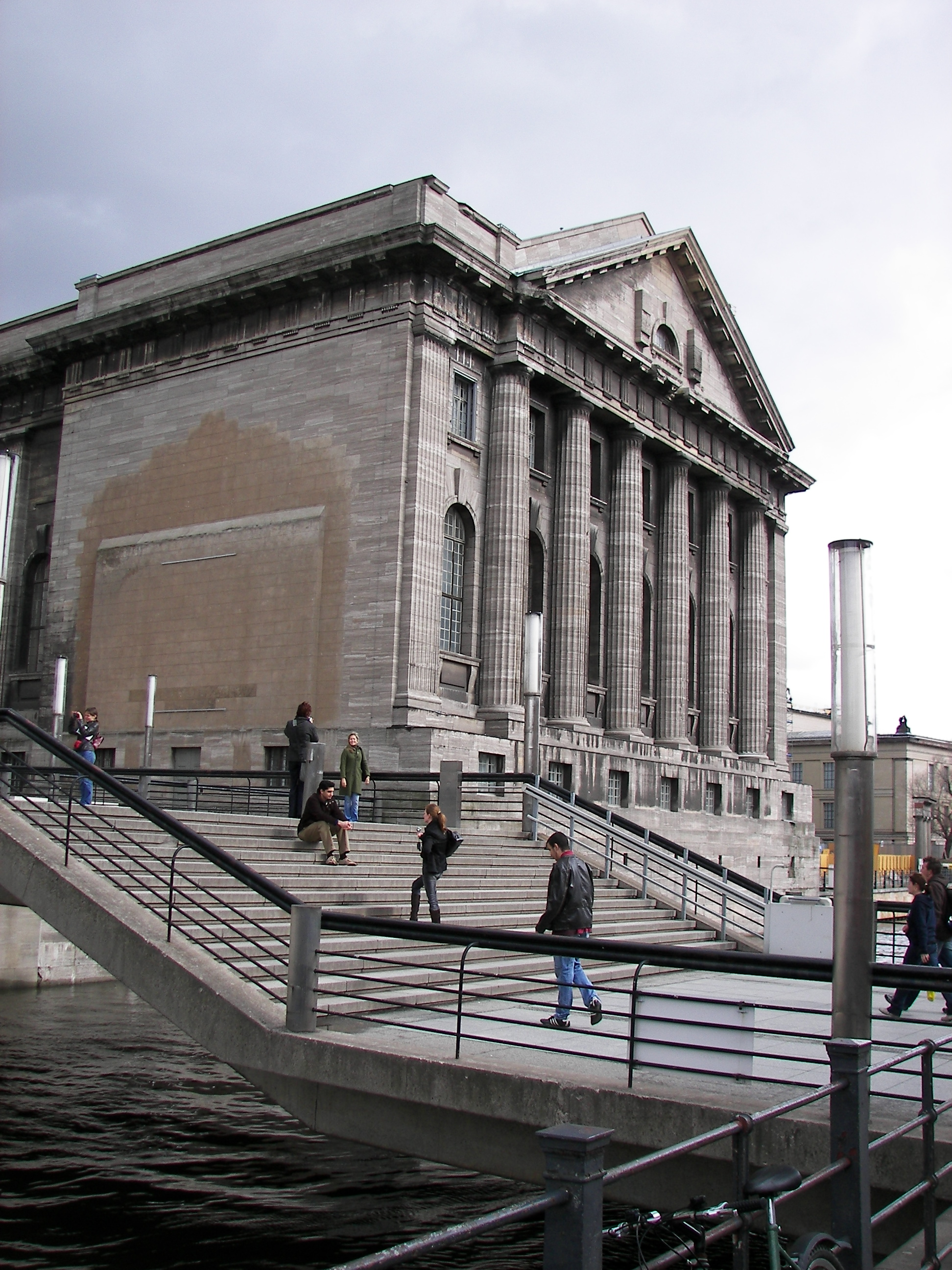
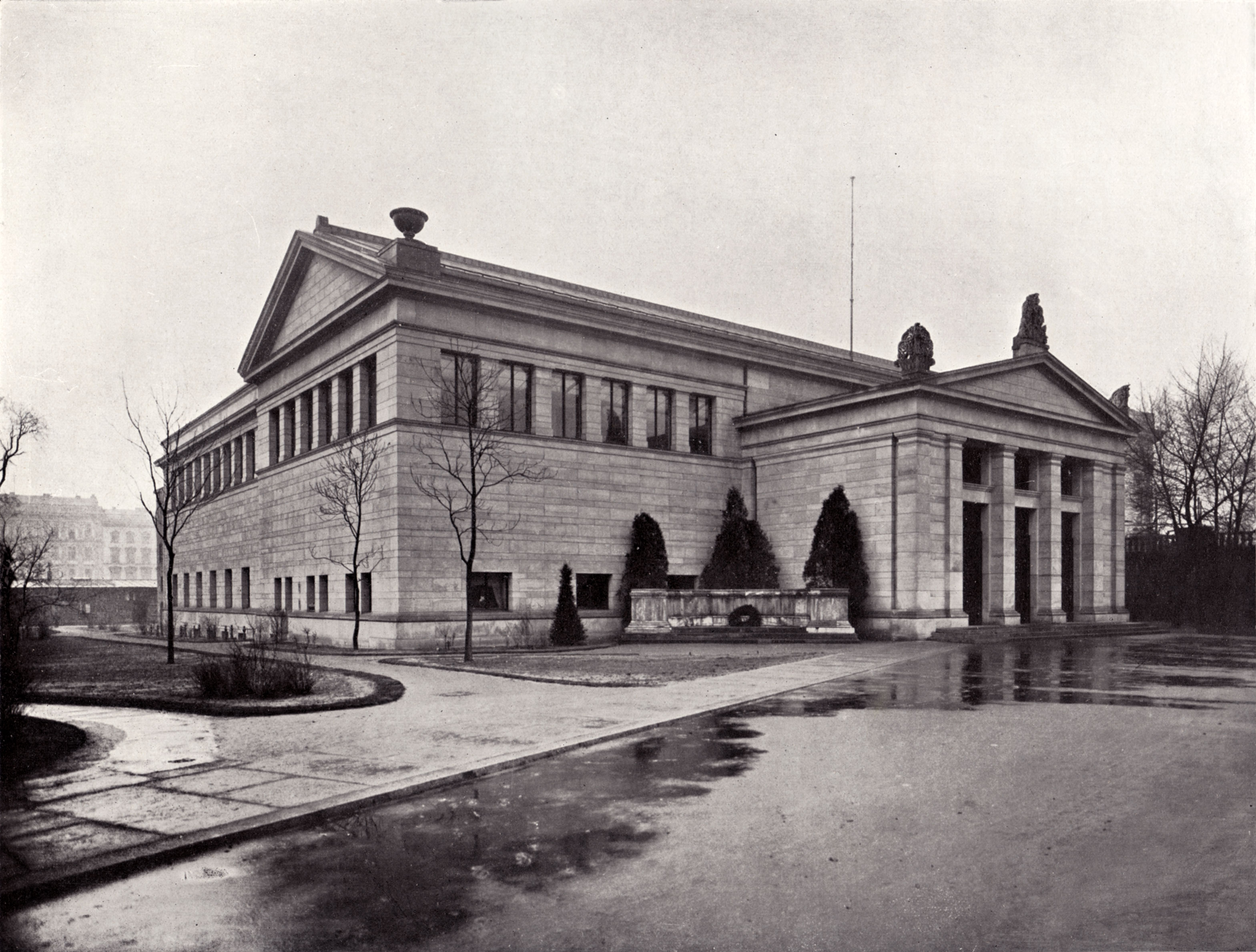
متحف برغامون عام 1905